# Acromegalie bij de hond
Acromegalie bij de hond is een overmatige groei van bepaalde lichaamsdelen bij volwassen dieren ten gevolge van een overmaat aan groeihormoon(GH).

De overmatige groei betreft vooral de lichaamsuiteinden (acro is een voorvoegsel dat duidt op uiteinde of top van een lichaam of lichaamsdeel). Ook de omvang van diverse inwendige organen, bijvoorbeeld lever, nier en hart, kan toenemen.

## Belangrijkste klinische kenmerken
De belangrijkste klinische verschijnselen van acromegalie bij honden zijn de volgende.
- Inspiratoire stridor (gierend geluid bij inademing) door een toename van de weke delen in de keelstreek.
- Toegenomen huidplooivorming.
- Toename buikomvang.
- Uitgroei van de kaken met vergroting van interdentale ruimten (ruimten tussen de tanden).
- Polyurie (productie van te veel urine).
- Polydipsie (te veel drinken).
- Hyperglykemie (verhoogd glucose-gehalte in het bloed).
- Sloomheid.

## Productie van groeihormoon
In de jaren 80 werd ontdekt dat een exogene toediening van progestagenen (onder meer tegen loopsheid, heeft een anticonceptief effect) bij honden kan leiden tot een overproductie van groeihormoon .
Tot eind jaren 90 werd ervan uitgegaan dat de locatie van overproductie van groeihormoon intrinsiek verschilde bij honden, vergeleken met katten en mensen. Bij honden wordt dit groeihormoon in de melkklieren geproduceerd , bij mensen en katten enkel in de hypofyse.
Echter is nu bewijs gevonden dat het groeihormoon-gen ook bij mensen en katten in de melkklieren tot expressie komt , zij het in mindere mate dan bij de hond.
Omgekeerd is nu ook een hond gevonden waarbij de groeihormoon overproductie veroorzaakt werd door een hypofyseadenoom (zelden voorkomend) .

## Acromegalie en diabetes mellitus
Er bestaat een correlatie tussen het voorkomen van acromegalie en diabetes mellitus, door het diabetogene effect van groeihormoon. Het hormoon kan bij de hond o.a. een perifere insuline-resistentie veroorzaken, die kan leiden tot suikerziekte.

## Behandeling
De behandeling van acromegalie bestaat uit een wegnemen van de oorzakelijke factor. Dit kan - afhankelijk van de precieze oorzaak - bekomen worden door het reduceren van het gehalte progestagenen, dan wel groeihormoon in de circulatie.
- Operatieve verwijdering van de eierstokken is de meest toegepaste therapie[7]
- Stopzetting van de behandeling met progestagenen (wanneer van toepassing) wordt meestal in combinatie met de operatieve behandeling toegepast[3]
- Medicamentauze behandeling met een progesteronreceptorantagonist[8]
- Operatieve verwijdering van de hypofyse wordt enkel voor diepexperimenteel onderzoek toegepast[3]